# Ulma (Suceava)
Ulma é uma comuna romena localizada no distrito de Suceava, na região de Bucovina. A comuna possui uma área de 52.58 km² e sua população era de 2254 habitantes segundo o censo de 2007.